# Список концертів та турів Girls' Generation
Південнокорейський жіночий гурт Girls' Generation дав понад 150 концертів по всій Азії. У грудні 2009 року вони вирушили у перший тур, Into the New World. Їхнє наступне і перше японське турне, The First Japan Arena Tour, відвідало 140 000 людей.
Згодом колектив продовжив успіх зі своїм третім однойменним туром, Girls' Generation Tour, у 2011 році. Потім на початку 2013 року SNSD здійснили друге турне Японією Girls & Peace Japan 2nd Tour із загальною кількістю 20 зупинок.
Окрім власних концертів, гурт брав участь у кількох турах SM Town. Їхня перша поява відбулася на SM Town Live '08, а завдяки наступній участі у SM Town Live '10 World Tour Girls' Generation (разом із іншими виконавцями) стали першими азійськими співаками в історії, які потрапили до топ-10 хіт-параду US Billboard Concert Boxcore chart. Колектив також виступав на SM Town Live World Tour III (2012–2013), SM Town Week (2013), SM Town Live World Tour IV (2014–2015), SM Town Live World Tour V (2016), SM Town Live World Tour VI (2017) і SM Town Live 2022: SMCU Express (2022).

## Концертні тури
| 2009—2010 | Into the New World            | Girls' Generation (2007), Gee, Genie та Oh! | 19 грудня 2009 — 17 жовтня 2010 (Азія)   | —       | 7  |
| «Into the New World» був першим концертним туром Girls' Generation. Його оголосили в листопаді 2009 року, після чого протягом 3 хвилин були розпродані усі квитки. |                               |                                             |                                          |         |    |
| 2011 | The First Japan Arena Tour    | Girls' Generation (2011)                    | 31 травня 2011 — 18 липня 2011 (Японія)  | 140 000 | 14 |
| Гурт вирушив у перший загальнонаціональний японський тур, який мав розпочатися 18 травня 2011 року і складатися з семи зупинок. Через великий тохокуський землетрус і цунамі, початкову дату перенесли на 31 травня 2011 року. Через величезний попит було додано ще сім зупинок, завдяки чому аудиторія зросла до 140 000 осіб. Тур озопив Осаку, Сайтаму, Токіо, Хіросіму, Нагою та Фукуоку і налічував чотирнадцять виступів. |                               |                                             |                                          |         |    |
| 2011—2012 | Girls' Generation Tour        | Hoot та Girls' Generation (2011)            | 23 липня 2011 — 12 лютого 2012 (Азія)    | 92 000  | 9  |
| Другим світовим туром гурту став однойменний «2011 Girls' Generation Tour». Він розпочався з двох виступів у Сеулі та на Тайвані, де дівчата зіграли три виступи поспіль, а потім у Сінгапурі протягом двох днів. 12 лютого 2012 року в Бангкоку гурт побив тайський рекорд за швидкістю продажів концертних квитків. Тоді ж колектив також вперше виступив у Гонконзі. Загалом тур зібрав 92 000 людей.                         |                               |                                             |                                          |         |    |
| 2013 | Girls & Peace Japan 2nd Tour  | Girls & Peace                               | 9 лютого 2013 — 21 квітня 2013 (Японія)  | 200 000 | 20 |
| Другий японський тур гурту було оголошено 31 серпня 2012 року, а квитки поступили в продаж 12 вересня. Тур охопив 20 зупинок. Girls' Generation виступили перед 200 000 людей у семи містах Японії. |                               |                                             |                                          |         |    |
| 2013—2014 | Girls & Peace World Tour      | Girls & Peace та I Got A Boy                | 8 червня 2013 — 15 лютого 2014 (Азія)    | —       | 10 |
| Турне було оголошено 26 квітня 2013 року і розпочалося з двох концертів у Сеулі на Олімпійській арені. Це був третій світовий тур Girls' Generation, він проходив у різних містах Азії. |                               |                                             |                                          |         |    |
| 2014 | Love & Peace Japan 3rd Tour   | Love & Peace                                | 26 квітня 2014 — 13 липня 2014 (Японія)  | 200 000 | 18 |
| 29 листопада 2013 року було оголошено третій японський тур Girls' Generation. Він охопив 18 зупинок і зібрав близько 200 000 людей. Загалом на трьох японських концертних турах Girls' Generation було залучено 550 000 людей, що стало рекордом серед корейських жіночих гуртів. |                               |                                             |                                          |         |    |
| 2015—2016 | Girls' Generation's Phantasia | Lion Heart                                  | 21 листопада 2015 — 8 травня 2016 (Азія) | 135 000 | 13 |
| Четвертий світовий тур Girls' Generation був оголошений 16 лютого 2015 року, а 11 серпня стало відомо про проведення окремого турне Японією в грудні 2015 року. 17 листопада на офіційному веб-сайті японського фан-клубу гурту оголосили, що японський тур матиме назву Girls' Generation 4th Tour -Phantasia- in Japan, а вже оголошені дати стануть частиною четвертого турне.                                                |                               |                                             |                                          |         |    |

## Спеціальні концерти
| Назва                                  | Дата                         | Пов'язаний альбом           | Місто    | Країна         | Місце                         | Кількість відвідувачів | Ref.   |
| -------------------------------------- | ---------------------------- | --------------------------- | -------- | -------------- | ----------------------------- | ---------------------- | ------ |
| Japan Premium Showcase Live            | 25 серпня 2010 (три виступи) | Run Devil Run               | Токіо    | Японія         | Колізей Аріаке                | 22 000                 | [ 14 ] |
| Free Live "Love & Peace"               | 14 грудня 2013 (два виступи) | Love & Peace                | Йокогама | Японія         | Арена Йокогама                | 30 000                 | [ 15 ] |
| "The Best Live" at Tokyo Dome          | 9 грудня 2014                | The Best                    | Токіо    | Японія         | Токіо Доум                    | 50 000                 | [ 16 ] |
| Sone Limited Party                     | 26 квітня 2016               | Catch Me If You Can (пісня) | Сайтама  | Японія         | Сайтама Супер Арена           | —                      | [ 17 ] |
| "Holiday to Remember" 10th Anniversary | 5 серпня 2017                | Holiday Night               | Сеул     | Південна Корея | Олімпійський зал              | —                      | [ 18 ] |
| LLL (Long Lasting Love)                | 3 вересня 2022               | Forever 1                   | Сеул     | Південна Корея | Олімпійська гімнастична арена | —                      | [ 19 ] |

## Церемонії нагородження
| Назва                   | Дата              | Місто    | Країна         | Ref.   |
| ----------------------- | ----------------- | -------- | -------------- | ------ |
| Golden Disc Awards      | 10 грудня 2009    | Сеул     | Південна Корея | [ 20 ] |
| Melon Music Awards      | 16 грудня 2009    | Сеул     | Південна Корея | [ 21 ] |
| Melon Music Awards      | 15 грудня 2010    | Сеул     | Південна Корея | [ 22 ] |
| Mnet Asian Music Awards | 29 листопада 2011 | Сінгапур | Сінгапур       | [ 23 ] |
| Golden Dics Awards      | 12 січня 2012     | Осака    | Японія         | [ 24 ] |